# Валс с Башир (филм)
„Валс с Башир“ е анимационен документален филм Израел, Германия, Франция от 2008 г.
Сценарист, режисьор и продуцент е Ари Фолман. Филмът представя търсенето от автора на изгубените му спомени от Ливанската война през 1982 г.
„Валс с Башир“ и „9,99 долара“, също излязъл през 2008 г., са първите израелски анимационни филми, показвани на кино, след „Джоузеф и мечтателят“, създаден през 1962 г.
Премиерата е представена на филмовия фестивал в Кан през 2008 г. Оттогова „Валс с Башир“ е номинирам за множество награди и получава широко признание от, както от критиците, така и от публиката.

## Заглавие
Заглавието произлиза от сцена, в която Шмуел Френкел, командир на пехотен отряд в момента на събитията на филма, грабва картечница и „танцува безумен валс“ на фона на тежкия вражески огън на улица в Бейрут, украсена с огромни плакати на Башир Джемайел – новоизбраният президент на Ливан.

## Сюжет
През 1982 г. Ари Фолман е 19-годишен войник на пехотата на израелските отбранителни сили. През 2006 г. Фолман се среща с приятел от онзи период, който му разказва за кошмарите, които е сънувал от преживяванията си от Ливанската война. Фолман е изненадан, когато открива, че не си спомня нищо от този период. По-късно същата нощ той има видение от нощта на клането в Сабра и Шатила, но не може ясно да си спомни случилите се събития.
Фолман се среща с приятели и войници, служили в армията, с психолог както и с репортера Рон Бен-Ишай. Накрая, биршият войник осъзнава, че „е бил във втория или третия пръстен“ от войници, обграждащи палестинския бежански лагер, където е извършена касапницата. Той е сред войниците, изстреляли пламъци в небето, за да осветят бежанския лагер за ливанската полиция, която извършва клането. Ари Фолман заключава, че амнезията му произтича от чувството, че той е толкова виновен за клането, колкото и онези, които действитиелно са го извършили.
Филмът завършва с действителни кадри от последствията от клането.

## Aктьорски състав
Филмът съдържа както измислени герои, така и реални личности.
- Ари Фолман, израелски режисьор, служил като военен в Израелските отбранителни сили по време на Ливанската война
- Мики Леон като Боаз Рейн-Бускила – счетоводител и ветеран от Ливанската война, страдащ от кошмари
- Ори Сиван – режисьор, режисирал два филма с Фолман и негов близък приятел
- Йезкел Лазаров като Карми Канан – израелски ветеран, някогашен приятел на Фолман
- Роди Даяг – ветеран и инженер, по време на войната е бил член на танковия екипаж в Меркава
- Шмуел Френкел – ветеран, командир на пехотната част по време на войната
- Захара Соломон – израелски психолог
- Рон Бен – Ишай – журналист, пръв писал статии за клането
- Дрор Харази – ветеран, командва танк, разположен извън бежанския лагер Шатила

## Създаване на филма
„Валс с Башир“ е завършен за четири години. Необичаен е, тъй като е съзаден почти изцяло чрез анимация. Стилът на филма представлява смесица от реалистична графика и илюстрации, подобни на комикс, а анимацията използва уникален стил, измислен от Йони Гудман. Всяка рисунка представлява наразяна на стотици парчета фрагменти, премествани един спрямо друг
Музиката на филма е съчетание от класическа музика, както и музика от 80-те,
Филмът вдъхновява създаването на няколко комикса, романи, картини и графична адаптация, създадена през 2009 г.